# 減圧蒸留装置

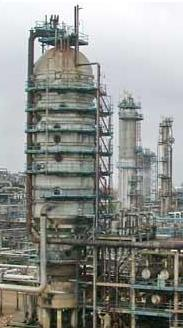
製油所内の減圧蒸留装置

減圧蒸留装置(げんあつじょうりゅうそうち)は石油精製装置の一種で、常圧蒸留装置から得られた常圧残油を大気圧より低い圧力で蒸留分離するものである。「真空蒸留装置」、「バキューム」などとも呼ばれる。

## 概要
高沸点の石油系炭化水素は350℃前後の温度から熱分解を始めるので、沸点が350℃以上の留分を大気圧下で蒸留分離するのは現実的ではない。そこで蒸留塔内の運転圧力を30 - 100mmHg程度に下げることによって沸点を下げ、熱分解を起こすことなく高沸点留分を蒸留分離するのが減圧蒸留装置の目的である。

## 原料
減圧蒸留装置は常圧蒸留装置の主蒸留塔の塔底から得られる常圧残油を処理する。常圧残油は沸点が約350℃以上の炭化水素を成分とする重油の一種である。

## 製品
減圧蒸留装置から得られる中間製品には以下のものがある。
減圧軽油
減圧蒸留にて精留されたもの。英語のVacuum Gas OilからVGOや原料としてはWVGO（Whole VGO)とも呼ばれる。沸点範囲が350 - 550℃程度の炭化水素からなり、このうち沸点が約450℃以下のものを軽質減圧軽油、約450℃以上のものを重質減圧軽油と言う。名称に軽油の語が入っているがあくまで減圧蒸留における軽油であり、常圧蒸留の残油より抽出されたものであるため重油の一種である。重油、潤滑油の原料として使用される他、接触分解などで軽質化する事で灯油や軽油などの原料にもなる。間接脱硫や接触分解等で燃料などとする場合は細かな分留は必要なく粗精留で良いため減圧ブラッシング(フラッシング)装置にて行われる。潤滑油用途では常圧蒸留と同様に蒸留塔にて希望する各粘度留分を得られるように分留される。一般的には軽質(SAE10)、中質(SAE20)、重質(SAE30)程度にわけられる。低粘度はSAE10未満のものも作られるが、高粘度は通常はSAE30程度であり高くてもSAE40程度である。これ以上の高粘度はあまり精留されない。それ以上の高粘度が必要な場合は後述のブライトストックと混合して作られる。
減圧残油（減圧残渣油）
精留されず残った部分。沸点が約550℃以上の炭化水素からなり、極めて重質な留分となる。C重油やアスファルト、脱歴後は高粘度潤滑油(ブライトストック)の原料として使用される。
これらの製品はそのまま重油の混合原料として使用されることもあるが、大気汚染低減などの理由から水素化脱硫処理を行うことが一般的になってきている。

## 蒸留塔

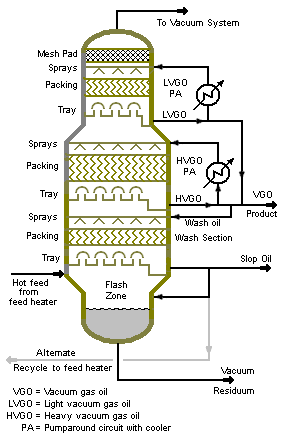
乾式減圧蒸留塔の模式図

減圧蒸留装置の中心となる蒸留塔を減圧蒸留塔という。原油全体を処理する常圧蒸留装置より処理量が小さいにもかかわらず蒸留塔の塔径はむしろ大きく、見た目がずんぐりしている。これは圧力が低いために内部の気体の体積が大きくなるためである。内部には棚段（トレイ）あるいは蒸留用充填物（パッキング）が設置されている。
常圧では蒸発しなかった高沸点の原油成分も併設された加熱炉によって暖められて減圧蒸留塔の底部に吹き込まれると、比較的低い沸点の成分が減圧によって蒸発し塔内を上昇して、上部で凝縮して減圧軽油留分が得られる。主蒸留塔の底部に水蒸気を導入して水蒸気蒸留とすることもある。蒸留塔の塔底部からは、蒸発せずに液状のまま残った留分が減圧残油として抜き出される。

## 付属設備
主要な付帯設備を以下に示す。
加熱炉
原料油を350 - 400℃に加熱して蒸留に必要な熱エネルギーを与える。
真空排気設備
塔内を低圧に保つためにガスを排出する水蒸気駆動エジェクタ。